# Дуб Ракоци
Дуб Ракоци (словац. Rákocziho Dub) — легендарное словацкое дерево, находящееся на периферии горного массива Стражовске-Врхи около деревни Подлужаны. Точный возраст дерева неизвестен, однако предполагается, что ему не меньше 325 лет. Высота дерева составляет 17 м, длина окружности ствола — 433 см. Объект охраны с 1996 года. В 2012 году был номинирован на звание Дерева года в Словакии.
Доподлинно известно, что лидер антиавстрийского восстания против Габсбургов (1703—1711), трансильванский князь Ференц II Ракоци разбил однажды свой лагерь под дубом после долгого перехода со своей армией. Около него развязалось сражение 3 августа 1708 года, известное как «Битва под дубом Ракоци». В ходе боя Ракоци потерял сознание и упал с лошади, но солдаты ошибочно решили, что он умер, и в панике разбежались. Всё его войско было разгромлено, что привело к поражению всего восстания. В память о князе и его армии это дерево и получило своё название.
Сегодня дуб Ракоци считается одним из символов Словакии и Подлужан: он является местом отдыха для многих туристов и любителей природы. 